# Мхедріоні
«Мхедріоні» — воєнізоване угруповання в Республіці Грузія, відоме своєю гучною участю в громадянській війні в Грузії та війні в Абхазії. Заснована в 1989 році злодієм-в-законі Джабою Іоселіані організація відіграла вирішальну роль державному перевороті в Грузії та усуненні 1-го президента Грузії  Звіада Гамсахурдіа та приходу до влади комуніста Едуарда Шеварднадзе .З 1995 року вона була заборонена, але згодом перетворена в політичну партію «Об’єднання патріотів» . Однак через невдачу реєстрації  незабаром пішла у невідомість.

## Фон
Заснована в 1989 році злодієм-в-законі Джабою Іоселіані, Мхедріоні представляла себе як спадкоємця історичних грузинських партизанських груп, які боролися з іранськими та османськими окупантами. Назва групи буквально означає «вершники», але грузинською мовою воно має значення, ближче до «лицарів» (цей альтернативний переклад іноді використовувався). Кожен член організації давав присягу захищати народ Грузії, Грузинську Православну і Апостольську Церкву та грузинську землю, і носив медальйон із зображенням святого Георгія, який вбиває дракона, з одного боку та ім’ям і групою крові носія з іншого боку
. .
Створення Мхедріоні відбулося, коли Грузія рухалася до незалежності в останні роки існування Радянського Союзу . Відносини між грузинськими націоналістами та національними меншинами країни, особливо абхазами та осетинами, були складними в кращому випадку навіть за часів радянської влади та загострилися під час приходу до влади націоналістичного дисидента Звіада Гамсахурдіа . «Мхедріоні» була однією з низки націоналістичних воєнізованих угруповань, створених у цей період як противагу подібним воєнізованим організаціям, створеним конкуруючими націоналістами в інших місцях Грузії.
Члени Мхедріоні здобули неприємну репутацію озброєних до зубів бандитів, які жорстоко залякували своїх суперників. Вони були дуже помітні, одягнені в те, що нагадує уніформу з джинсів, светрів і піджаків, у верхній частині сонцезахисних окулярів (навіть вдома). За словами одного автора, лідери носили костюми Армані, а поверх зброю. Мхедріоні покладався на незаконні джерела доходу (поставки) і використовував зв’язки з грузинською мафією Москви.  Членів «Мхедріоні» часто звинувачували у злочинній діяльності, вимаганні «грошей на захист» від бізнесу в районах, які вони фактично контролювали, обслуговуванні блокпостів, де водіїв «штрафували», контрабанді наркотиків і скоєнні пограбувань.  Станом на 1991 рік Мхедріоні, як стверджували, мав близько 1000 бійців і 10 000 асоційованих членів  – значно більше, ніж офіційна державна Національна гвардія .

Незважаючи на те, що Гамсахурдія та Йоселіані поділяють загалом подібні націоналістичні погляди, вони сильно посварилися незабаром після приходу Гамсахурдіа до влади в листопаді 1990 року. У лютому 1991 року Іоселіані був ув'язнений без суду разом із багатьма своїми прихильниками, а «Мхедріоні» було заборонено. У серпні 1991 року, відразу після радянської спроби державного перевороту, Гамсахурдія звільнив Тенгіза Кітовані, командувача Національною гвардією Грузії, і його прем'єр-міністр Тенгіз Сігуа пішов у відставку приблизно в той же час. Незабаром Кітовані уклав союз проти Гамсахурдіа з Сігуа та ув'язненим Іоселіані. У грудні 1991 року прихильники Кітовані звільнили Іоселіані з в'язниці та розпочали насильницький державний переворот проти уряду Гамсахурдіа в союзі з Мхедріоні. Протягом грудня 1991 – січня 1992 років на вулицях Тбілісі між повстанцями та « звіадистами », які скупчилися в будівлі державного парламенту, точилися запеклі перестрілки, які закінчилися втечею Гамсахурдіа до республіки Ічкерія, де, до речі, він був першим, хто визнав цю республіку після зустрічі із президентом Ічкерії Джохаром Дудаєвим.
У боях загинули щонайменше 100 осіб.

## Мхедріоні за Гамсахурдіа
Мхедріоні відіграли вирішальну роль у придушенні «звіадистів», що залишилися після повалення Гамсахурдіа. Едуард Шеварднадзе, колишній радянський міністр закордонних справ, був запрошений, щоб створити респектабельне обличчя для нового уряду, але він залишався залежним від Мхедріоні: навіть у будівлі парламенту озброєні Мхедріоні постійно були присутні як «охоронці»  Джаби Іоселіаніі, який тепер був членом парламенту . Мхедріоні при новому уряді була відведена роль внутрішніх сил. 
У 1993 році загострення громадянського конфлікту в Абхазії спонукало Мхедріоні та Національну гвардію розпочати спільну операцію в регіоні, щоб викорінити сепаратистів і прихильників Гамсахурдіа. Це призвело до катастрофічної поразки проурядових сил, які були витіснені з Абхазії разом із практично всім етнічним грузинським населенням регіону: у боях загинуло понад 10 тис. осіб. У вересні 1993 року Гамсахурдія скористався можливістю розпочати збройне повстання в західній Грузії, намагаючись повернутися до влади. Мхедріоні відіграли важливу роль у придушенні повстання і деякий час отримали напівофіційний статус як «Грузинський корпус порятунку». Російське втручання забезпечило поразку Гамсахурдіа, і 31 грудня він був убитий. У пресі повідомлялося, що сили Мхедріоні відповідальні за його смерть, але вони це заперечили.
Згодом на Мхедріоні було покладено відповідальність за викорінення «звіадистів» у західній Грузії, що вони зробили з жорстокістю, яка широко критикувалася іноземними урядами та міжнародними правозахисними організаціями. Шеварднадзе відповів поступовим обмеженням влади організації. Хоча Іоселіані залишався головою нібито цивілізованої організації, вона продовжувала функціонувати як приватна армія. На початку 1995 року Шеварднадзе наказав її роззброїти, звинувативши її в причетності до організованої злочинності. Він ледве уникнув замаху під час вибуху 29 серпня 1995 року, в якому він звинуватив тіньову коаліцію «мафіозних сил», включаючи Іоселіані та інших. Мхедріоні також звинувачували в інших актах політичного насильства. Організацію було оголошено поза законом, а Іоселіані ув’язнено, хоча багато хто вважав твердження про її причетність до вибуху недоведеним.
Незважаючи на заборону, «Мхедріоні» продовжує вести дещо тіньове існування в грузинській політиці. Кілька членів на чолі з Торніке Берішвілі відтворили її в 1999 році як нібито політичну, а не воєнізовану організацію. Стверджується, що Мхедріоні мав стосунки з чеченськими повстанськими силами та продовжує брати участь у  воєнізованій діяльності, включаючи продовження партизанських атак в Абхазії. Джаба Іоселіані був звільнений з в'язниці за амністією в квітні 2000 року і знову обійняв посаду голови Мхедріоні, заявивши про свій намір балотуватися в президенти та брати участь у парламентських виборах у листопаді 2003 року . Однак Іоселіані помер від серцевого нападу в березні 2003 року.
Коли «Мхедріоні» не вдалося зареєструватися для участі у виборах під власним ім'ям, у листопаді 2002 року вона відновилася як політична партія під назвою «Союз патріотів» у союзі з колишніми прихильниками Гамсахурдіа. Уряд знову отримав відмову в реєстрації. Її лідера Бадрі Зарандію було вбито 8 січня 2003 року.